# نمول
نمول أو عنتاب أو لويق (الاسم العلمي: Alternanthera) هو جنس من النباتات يتبع الفصيلة القطيفية من رتبة القرنفليات.

## أنواع النمول
- نمول لاطئ
- نمول ذهبي
- نمول أقنف
- نمول أليفة الكالسيوم
- نمول أنبوبي
- نمول برازيلي
- نمول بنمي
- نمول بوليفي
- نمول بيروفي
- نمول بيضاوي
- نمول ثعباني
- نمول جذري
- نمول جلدي
- نمول حريري
- نمول خيطي الأوراق
- نمول ديسياني
- نمول رمادي
- نمول سميك الأوراق
- نمول شاطئي
- نمول صاعد
- نمول صعتري الأوراق
- نمول غالاباغوسي
- نمول غلازيوفي
- نمول قرطبي
- نمول كاراكاسي
- نمول كبير
- نمول لاذع
- نمول رخو
- نمول مارتي
- نمول مائي
- نمول متعدد الأزهار
- نمول مزدحم
- نمول مغبر
- نمول مكسيكي
- نمول نفلي
- نمول وبري